# Коваленко Катерина Андріївна
Катерина Андріївна Ковале́нко (нар. 28 липня 1920, Великокам'янка, Луганська область) — українська театральна актриса і педагог. Народна артистка Української РСР (1979).

## Життєпис
Народилася 28 липня 1920 року в селищі Великокам'янці (нині селище міського типу в Луганській області, Україна). 1947 року закінчила Київський інститут театрального мистецтва.
Після здобуття фахової освіти працювала у Рівненському, Волинському драматичних театрах. Упродовж 1950‒1980 років — актриса Житомирського українського музично-драматичного театру.
З 1987 року — доцент кафедри організації і режисури масових свят; у 1994‒1995 роках — доцент кафедри режисури театралізованих вистав та свят; у 1997‒1998 роках — доцент кафедри народно-музичного виконавства та фольклористики; у 1998‒1999 роках — доцент кафедри народнопісенного виконавства Київського університету культури і мистецтв.

## Ролі
- Маруся («Маруся Богуславка» Михайла Старицького);
- Стеся («Алмазне жорно» Івана Кочерги);
- Мавра («Правда і кривда» за Михайлом Стельмахом);
- Марія («Іспанці» Михайла Лермонтова);
- Катаріна («Анджело, тиран Падуанський» Віктора Гюґо).